# 双城总管府
双城总管府（쌍성총관부），是1258年蒙哥汗入侵高丽后建立的元朝在高丽东北部地区（今朝鲜咸镜南道金野郡）的行政机构，隶属于元朝辽阳行省的开元路，由归降蒙古的高丽人世袭管领。 1356年，高丽恭愍王派柳仁雨收复双城总管府。

## 建置兴革
高丽高宗四十五（1258）年，高丽人赵晖、卓青杀都兵马使慎执平、录事全亮，投降蒙古，献其地。蒙古置双城总管府，以赵晖为总管、卓青为千户，子孙世袭。元顺帝至正十六（1356）年。高丽恭愍王以密直副使柳仁雨为东北兵马使，进攻双城总管府。柳仁雨至安边（今朝鲜江原道安边郡），距双城两百余里，逗留不进。恭愍王于是遣兵马判官丁臣桂授元斡东千户所（今朝鲜咸镜北道金野郡）千户吾鲁思不花试少府尹，赐紫金鱼袋，进阶中显大夫。吾鲁思不花遂投降高丽，起兵助柳仁雨攻破双城总管府，双城总管赵小生、千户卓都卿逃亡。恭愍王嘉孛颜帖木儿之功，授司仆卿，进阶大中大夫，赐开京府第一座。

## 历史影响
吾鲁思不花本是高丽人，高丽名李子春。曾祖父宜州（今朝鲜江原道元山市）兵马使李安社，高丽高宗四十一（1254）年投降蒙古，蒙古置斡东千户所，以李安社为千户兼达鲁花赤，隶南京（原渤海国南京，今朝鲜咸镜南道北青郡）等处五千户所。祖父李行里、父孛颜帖木儿、兄塔思不花祖孙四代世袭斡东千户所千户。高丽攻陷双城总管府之年，吾鲁思不花之子李成桂出仕高丽，后来逐渐掌握军政大权，废黜恭让王，建立李氏朝鲜，立国五百余年。

### 引用
1. ↑  《高丽史》39卷 恭愍王：以評理印璫同知密直司事姜仲卿爲西北面兵馬使司尹辛珣兪洪前大護軍崔瑩前副正崔夫介爲副使攻鴨江以西八站以密直副使柳仁雨爲東北面兵馬使前大護軍貢天甫前宗簿令金元鳳爲副使收復雙城等地璫先發仲卿被酒後至使氣璫止之不聽璫目辛珣斬之報王曰: “仲卿有二心處以軍法.” 國家莫知其故物議紛紜.